# Ernst Simon (Bibelübersetzer)

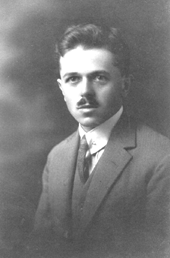
Ernst Simon (1903–1998)

Ernst Bruno Simon (* 15. Juli 1903 in Chemnitz; †  21. Oktober 1998 in Friedensau) war ein deutscher Missionar und Pastor der Siebenten-Tags-Adventisten. Er wurde auch als Bibelübersetzer bekannt.

## Leben
Simons Eltern waren evangelisch, jedoch ohne feste kirchliche Bindung. Als Jugendlicher fand Simon eine Anstellung als landwirtschaftlicher Scholar auf einem adventistischen Bauernhof in Lauterbach. 1920 wurde er in Chemnitz getauft und arbeitete zunächst als Buchevangelist und studierte anschließend von 1922 bis 1926 Theologie am Missionsseminar in Friedensau. Während dieses Studiums wurde auch seine linguistische Begabung offensichtlich. Schon während seines Studiums wurde Simon 1926 in den Nahen Osten gesandt, um in Palästina in der Gegend von Jerusalem, Taibeh, Ramallah und Bethlehem, vor allem unter der arabischen, aber auch unter der jüdischen Bevölkerung zu wirken. 1927 heiratete er in Kairo, wo er Sprachstudien absolvierte, Hildegard Schädlich, die Tochter eines evangelisch-lutherischen Pfarrers.

### Pastor und Übersetzer für das Militär
1933 konnte die Familie Simon aus einem Heimaturlaub in Deutschland aufgrund der politischen Umstände nicht in ihr Missionsgebiet zurückkehren. Folglich arbeitete Simon an verschiedenen Orten als Pastor, bis er 1939 zum Militär eingezogen wurde, wo er als Dolmetscher und Sanitäter zum Einsatz kam. Nach dem Krieg setzte Simon seine Tätigkeit als Pastor in Wittenberg und in Senftenberg fort. 1955 zog er zu seinem Sohn nach Westdeutschland und nahm eine Stelle als Sprachlehrer beim U.S. Army European Command in Frankfurt am Main an. Von 1965 bis 1970 kehrte er abermals zu seiner Tätigkeit als Pastor in Hanau zurück.

### Ruhestand und Bibelübersetzung
Mit Eintritt in den Ruhestand 1970 widmete sich Simon der eigenständigen Übersetzung des biblischen Urtextes ins Deutsche, die er 1976 abschloss und veröffentlichte. Nachdem Simons Frau Hildegard im April 1986 verstorben war, heiratete er Charlotte Ackermann. Mit ihr lebte er ab 1992 im Seniorenheim in Friedensau, wo er am 21. Oktober 1998 starb.

## Die Bibelübersetzung
Simons Bibelübersetzung, bekannt als Simon-Bibel oder auch Traubensaft-Bibel, erschien in 1. Auflage 1976 im Eigenverlag des Übersetzers. Druck und Satz übernahm das Druckhaus Darmstadt, die Bindearbeiten die Großbuchbinderei C. Fikentscher, ebenfalls in Darmstadt. Die 2. verbesserte Auflage folgte 1990 mit etwas größerer Schrift, ebenfalls im Eigenverlag. Die Einbandfarben variierten zwischen rotbraun, dunkelgrün, blau und weinrot.
Die Simon-Bibel ist eine eigenständige, strukturtreue Übersetzung ins Neuhochdeutsche aus den biblischen Urtexten. Sie gibt alternative Übersetzungsmöglichkeiten an und enthält Kommentare als Lesehilfen. Die Bibelübersetzung wurde dafür bekannt, dem hebräischen und griechischen Originaltext sehr nahe zu kommen. In ihrer Worttreue und Syntax ist sie der Elberfelder Übersetzung ähnlich.
Die Anmerkungen und Erklärungen spiegeln die adventistische Lehrauffassung des Übersetzers in kompakter Form wider. Ernst Simon war wahrscheinlich einer der wenigen Bibelübersetzer in der Geschichte der Adventisten, die eine vollständige Bibelübersetzung geschaffen haben. Dennoch ist sie nicht als offizielle Übersetzung der Siebenten-Tags-Adventisten anzusehen. Simon betonte, dass die Übersetzung sein persönliches Anliegen war und er von keiner religiösen Organisation einen Auftrag für diese Aufgabe der Übersetzung gehabt habe.
Die Bezeichnung Traubensaft-Bibel erhielt sie, weil der Übersetzer häufig das Wort Traubensaft anstelle von Wein wählte, da dies sowohl den unvergorenen als auch den gegorenen Saft der Rebenfrucht bezeichnen kann.
Hauptsächliche Verbreitung fand die Simon-Bibel in adventistischen und freikirchlichen Kreisen.